# Orbinia vietnamensis
Orbinia vietnamensis är en ringmaskart som beskrevs av José María Alfono Félix Gallardo 1968. Orbinia vietnamensis ingår i släktet Orbinia och familjen Orbiniidae. Inga underarter finns listade i Catalogue of Life.